# Coracornis sanghirensis
El silbador de la Sangir (Coracornis sanghirensis) o picanzo de la Sangihe es una especie de ave paseriforme de la familia Pachycephalidae. Es endémico de las montañas de la Isla Sangir pertenecientes a Indonesia.

## Taxonomía
Originalmente, el silbador de la Sangir fue catalogado en el género Pinarolestes, y algunas autoridades lo han clasificado como perteneciente al género Dendrocincla. En 2013 fue reclasificado del género Colluricincla a Coracornis, compartiendo este género con el Silbador dorsicastaño. No se conocen subespecies.

## Descripción
Es un pequeño pájaro de 17-19 cm de longitud y un peso de 36 g. La parte dorsal es de color grisáceo y tonos verde oliva volviéndose de color más castaño en los hombros y la parte baja de la espalda. La cabeza es también de estos tonos pero ligeramente más oscura. Alas y cola son de color marrón. La parte inferior del cuerpo es también de color grisáceo pero de un tono más claro que se vuelve amarillo verdoso en torno al vientre. Presenta un fuerte pico gris oscuro y patas también de este color. Machos y hembras son de apariencia muy similar.

## Distribución y hábitat
Es endémico del monte Sahendaruman en la Isla Sangir que forma parte de las islas Sangihe, al norte de Célebes (Indonesia). Su hábitat natural son los bosques montanos húmedos tropicales. 
Su hábitat natural lo componen bosques tropicales montanos entre los 600 y los 1040 m de altitud.

## Comportamiento
Se conoce poco sobre el comportamiento y los hábitos de esta especie. Se lo ha observado generalmente solo o en pequeños grupos en la parte superior y media del bosque aunque también puede encontrarse en pisos inferiores si la maleza es suficientemente densa. Los grandes árboles y la densidad del bosque son dos requisitos para la presencia de estas aves. Es un ave insectívora y los saltamontes están documentados en su dieta. Los hábitos reproductivos son desconocidos.

## Conservación
La UICN cataloga esta especie en peligro de extinción crítico. Esta especie está amenazada por la pérdida de hábitat. El bosque original de Sangir se ha visto transformado casi por completo por la actividad agrícola. El reducto de bosque original más grande donde se ha detectado a esta especie solo abarca 225-340 hectáreas y está siendo talado por los agricultores locales. Esto lleva a las poblaciones de este pájaro a ocupar partes de mayor altitud del bosque llegando a alcanzar la cima donde son arrinconadas. 
Parece probable que el tamaño de la población del silbador de la Sangir sea extremadamente bajo (posiblemente menos de 100 aves) debido a la pequeña extensión de su hábitat que permanece inalterado. La estimación de población más reciente es entre 92-255 individuos en total (Burung Indonesia 2009) y, por lo tanto, se ubica en la franja de 50-249 individuos maduros. Probablemente la población sea aún más baja, ya que estas estimaciones se basan en estimaciones de densidad creadas a partir de muy pocos puntos de presencia (Burung Indonesia 2009).